# 24.ª División de montaña SS Karstjäger
La 24.ª División de montaña SS Karstjäger era una división alemana de infantería de montaña de las Waffen-SS, el ala armada del partido nazi que sirvió al lado de las Wehrmacht pero nunca fue formalmente parte de ellas durante la Segunda Guerra Mundial. Llamada Karstjäger, fue una de las treinta y ocho divisiones de las Waffen-SS. Formada el 18 de julio de 1944 desde el escuadrón de voluntarios del batallón Karstwehr SS, su fuerza nominal no fue más que teórica y la división fue prontamente reducida a la brigada de montaña (Kartsjäger) de las SS. Durante su existencia como batallón, división y brigada, estuvo principalmente involucrada en la lucha contra los partisanos en la meseta del krass en las fronteras de Yugoslavia, Italia y Austria; el terreno montañoso requería equipos y tropas especializadas.
Fundada en 1942 como una compañía, la unidad consistía principalmente de yugoslavos y reclutas del Tirol del Sur (actualmente, Italia). Principalmente enfocados en las operaciones anti-partisanos, también vieron acción tras la rendición italiana cuando fue traslada para desarmar las tropas italianas en Tarvisio y proteger las comunidades alemanas en Italia. En adición, al final de la guerra lucharon exitosamente para mantener pasos a Austria, permitiendo a las unidades alemanas escapar de los balcanes y la subsecuente rendición ante las fuerzas británicas. Los remanentes de la unidad se convirtieron en algunos de los últimos soldados alemanes en bajar los brazos cuando se rindieron ante la 6.ª división armada británica el 9 de mayo de 1945.